# Lovers on the Sun
Lovers on the Sun è un singolo del DJ francese David Guetta, pubblicato il 30 giugno 2014 come primo estratto dal sesto album in studio Listen.
Il singolo ha visto la partecipazione alla parte vocale del cantante statunitense Sam Martin.
Il brano è stato scritto e composto dagli stessi interpreti, da Frédéric Riesterer, Giorgio Tuinfort, Jason Evigan, Michael Einziger, Avicii ed è stato prodotto dallo stesso Guetta, da Avicii, Riesterer, Tuinfort e da Daddy's Groove. Inoltre il singolo è ispirato al genere musicale di Ennio Morricone  e invece riguardo al genere cinematografico: spaghetti western.

## Video musicale
Il videoclip prodotto in tema Western, è stato pubblicato il 12 agosto 2014. Prima della sua pubblicazione vi era un video lyric anch'esso realizzato in tema Western. Nel video partecipa un quasi irriconoscibile Ray Liotta, con barba bianca e cappello da cowboy nero: la star di "Quei bravi ragazzi" interpreta il ruolo del "cattivo" (The Villain) intento a torturare il "buono" (The Good), quando quest'ultimo viene salvato da una ragazza (The Sexy) con poteri magici.

## Tracce
Download digitale - radio edit
1. "Lovers on the Sun" (featuring Sam Martin) – 3:23

Download digitale - extended
1. "Lovers on the Sun" (featuring Sam Martin) – 5:53

Download digitale - remix
1. unerfahrener sänger

CD tedesco
Digital EP

## Classifiche

### Classifiche settimanali
| Classifica (2014) | Posizione massima |
| ----------------- | ----------------- |
| Lussemburgo       | 2                 |

### Classifiche di fine anno
| Classifica (2014) | Posizione |
| ----------------- | --------- |
| Italia            | 30        |